# Kogen
Imperador Kōgen (孝元天皇, Kōgen-tennō) foi o 8º Imperador do Japão, na lista tradicional de sucessão.
Antes da sua ascensão ao trono, seu nome era Oho Yamato Nekohiko Kuni Kuro no Mikoto.
No Kojiki e Nihonshoki apenas seu nome e genealogia foram registrados. Indicando ser filho do Imperador Korei com Hoso-Bime filha de Oho-me, Agatanushi de Shiki.
Os registros do Monge Jien também indicam que Kōgen foi o filho mais velho do Imperador Korei, e que ele governou o palácio de Sakaihara-no-Miya em Karu na Província de Yamato. O clã Abe afirma ser descendente de um dos filho do Imperador Kōgen.
O nome Kōgen foi lhe dado postumamente e é característico do budismo chinês, o que sugere que o nome deve ter sido oficializado séculos após sua morte possivelmente no momento em que as lendas sobre as origens da Dinastia Yamato foram compiladas como as crônicas conhecidas hoje como o Kojiki.
O lugar de seu túmulo imperial (misasagi) é desconhecido. O Imperador Kōgen é tradicionalmente venerado num memorial no santuário xintoísta de Nara. A Agência da Casa Imperial designa este local como seu mausoléu que é chamado  Tsurugi no ike no shima no Misasagi.
Kōgen reinou de 214 a.C. a 158 a.C.. 